# 박중묵
박중묵(朴重默, 1971년 6월 7일 ~ )은 대한민국의 정치인이다. 제6·7·9대 부산광역시의원이다.

## 학력
- 성지초등학교
- 부산진중학교
- 부산동고등학교
- 동국대학교 법학과
- 부산대학교 행정대학원 행정학과 졸업(행정학 석사)

## 경력
- 학교법인 성우학원 사무국장
- 국회 이진복 의원실 보좌관
- 2012.04 ~ 2014.06: 제6대 부산광역시의회 의원
- 2014.07 ~ 2018.06: 제7대 부산광역시의회 의원
  - 2016.07 ~ 2018.06: 제7대 부산광역시의회 후반기 교육위원회 위원장
- 2022.07 ~ : 제9대 부산광역시의회 의원
  - 2022.07 ~ 2024.06: 제9대 부산광역시의회 전반기 부의장
  - 2022.07 ~ 2024.06: 제9대 부산광역시의회 전반기 교육위원회 위원

## 역대 선거 결과
|  | 55.7% |

|  | 58.1% |

|  | 43.91% |

|  | 63.77% |